# Slavoljub Muslin
Slavoljub Muslin (serbisch-kyrillisch: Славољуб Муслин, ausgesprochen [slǎʋoʎub mǔslin]; * 15. Juni 1953 in Belgrad) ist ein serbischer Fußballtrainer und ehemaliger Fußballspieler.
Als Spieler war Muslin auf der Position eines Verteidigers für mehrere Clubs tätig, darunter Roter Stern Belgrad und OSC Lille.
Muslin begann seine Karriere als Cheftrainer im Jahr 1988 und war seitdem tätig in Frankreich, Marokko, Serbien-Montenegro, Bulgarien, der Ukraine, Belgien, Zypern, Belarus und Russland. Vom 5. Mai 2016 bis Oktober 2017 war er Cheftrainer der serbischen Nationalmannschaft.